# Великий Південний (острів)
Острів Великий Південний являє собою піщаний острів посередині русла Дніпра в районі Південного мосту (40 га, 50.404832, 30.590087) в межах Голосіївського району м. Києва. Поблизу головного острова розташований менший острів Сателіт (0,9 га, 50.398310, 30.588448).

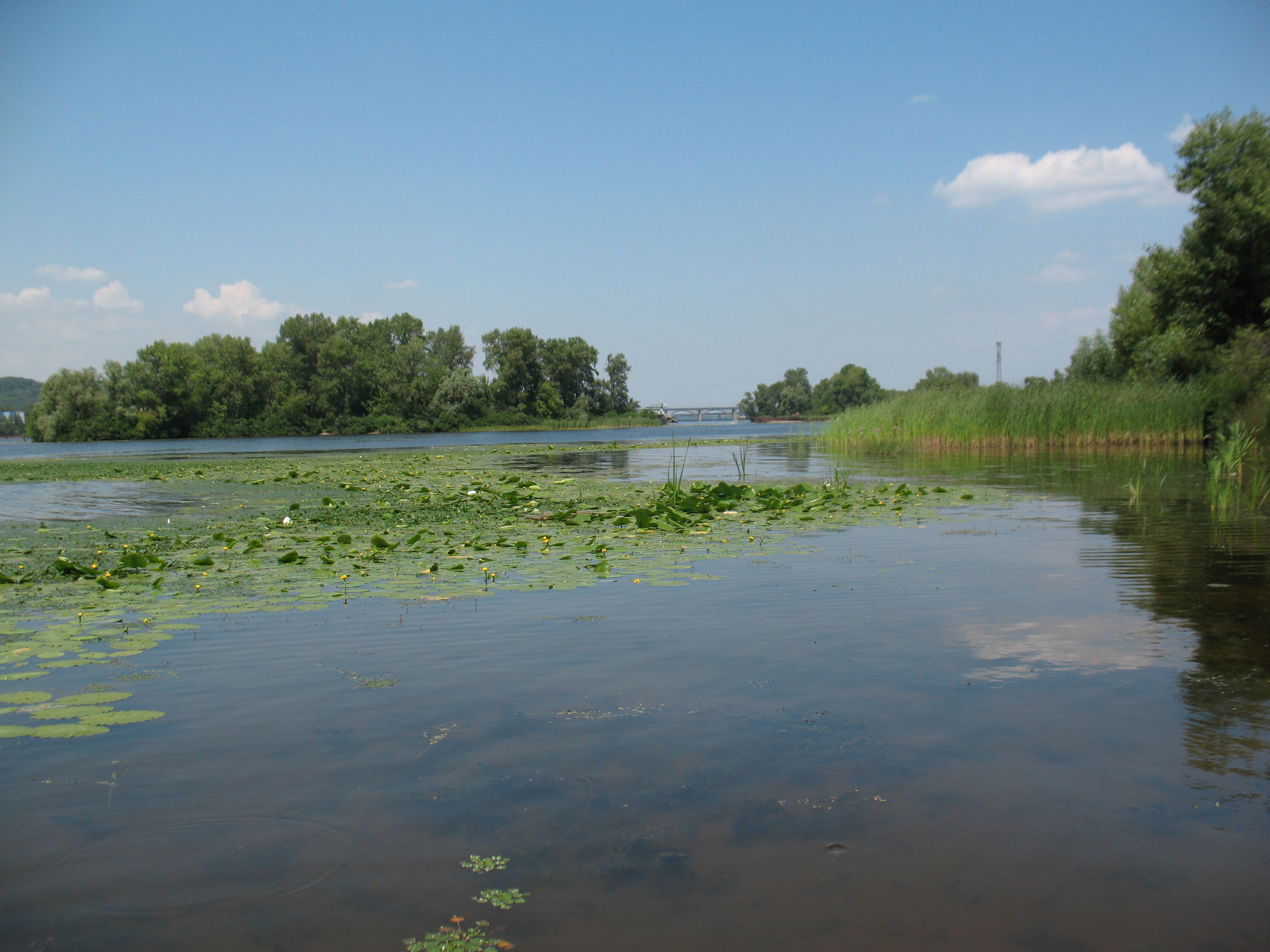
Острів Сателіт поблизу острова Великий Південний у Києві. Фото 2011 р.

## Історія формування
Формування сучасного острова Великий Південний було викликано змінами гідрографії нижньої частини Дніпра у Києві, які були викликані будівництвом Дарницького залізничного мосту. Цей острів є залишком від колишнього великого острова, який найімовірніше відповідає знайденому С. І. Климовським при розборі письмових джерел XVI ст. острову Микільському (Осокорянському). Цей острів до 1870 р. існував на руслі Дніпра напроти с. Осокорки. Фактично він являв собою низку мілин, які тягнулися від сучасного Венеційського острова, який тоді був фрагментом лівого берега, через сучасні острови Малий та острів Великий Південний на південь до історичного гирла Либіді біля Лисої гори. Протока, що відділяє Микільський (Осокорянський острів) згідно плану 1799 р. називалася Річище і являла собою діюче русло Дніпра, середня частина, якого імовірно влітку пересихала та перекривалася мілиною. На даному плані на Микільському острові зазначено деревну рослинність.
Станом на 1799 р. цей острів являв собою північне відгалуження одного з архіпелагу розташованих поблизу гирла Либіді (імовірно, в подальшому Галерних) островів. Назва Галерні острови, наскільки нам відомо вперше вживається у зв'язку з будівництвом Лисогірського форту. О. Голованов відзначає, що 1872 р. у Лаври були відібрані землі на Лисій горі, а в якості компенсації вона отримала між іншим і острови Галерні (№ 1 та № 2). Пізніше Лаврі віддали також острів Галерний № 3, який взято від селян с. Мишоловка як надлишок. На мапі Київської губернії 1849-50 рр., у районі гирла Либіді також позначено три великих острови. Найпівденніший з них це, імовірно, колишній Микільський (Осокорянський) острів. Він має видовжене подовження на північ, яке збереглося дотепер в якості сучасних островів Малий та Великий Південний. Осокорянський займає теж місце, що і на мапі 1799 р. Інші острови, розташовані ближче до гирла Либіді найімовірніше відповідають зображеним на мапі 1799 р. островам поблизу гирла Либіді. Після будівництва Дарницького мосту, як свідчить мапа 1871—1873 рр. архіпелаг вищевказаних островів поблизу гирла Либіді почав розмиватися. Головне русло Дніпра пройшло через Микільський острів, відділивши від нього видовжений з півночі на південь острів (сучасні острови Малий та Великий Південний), що фігурує на мапі 1914 р. як острів Верби. Станом на 1930-ті рр. сучасні острови Малий та Великий Південний являли собою верхівки однієї центральної мілини.
Взимку 1941 р. через сучасний Великий Південний острів пройшла по кризі німецька залізнична гілка. Після повторної радянської окупації Києва через острів було прокладено переправу, яку добре видно на німецьких аерофотознімках січня 1944 р. Остаточно сучасних обрисів острів Великий Південний набув після підняття води у Канівському водосховищі в у 1974-76 рр., це викликало зменшення його площі та часткове розмивання. В цей час відбулося також остаточне формування островів Малих. Внаслідок зміни руслових процесів поблизу від острова Великий Південний виник також крихітний острівець Сателіт. Таким чином, сучасний острів Великий Південний є реліктом гідрологічної ситуації в долині Дніпра як мінімум з XVI ст..

## Природна цінність

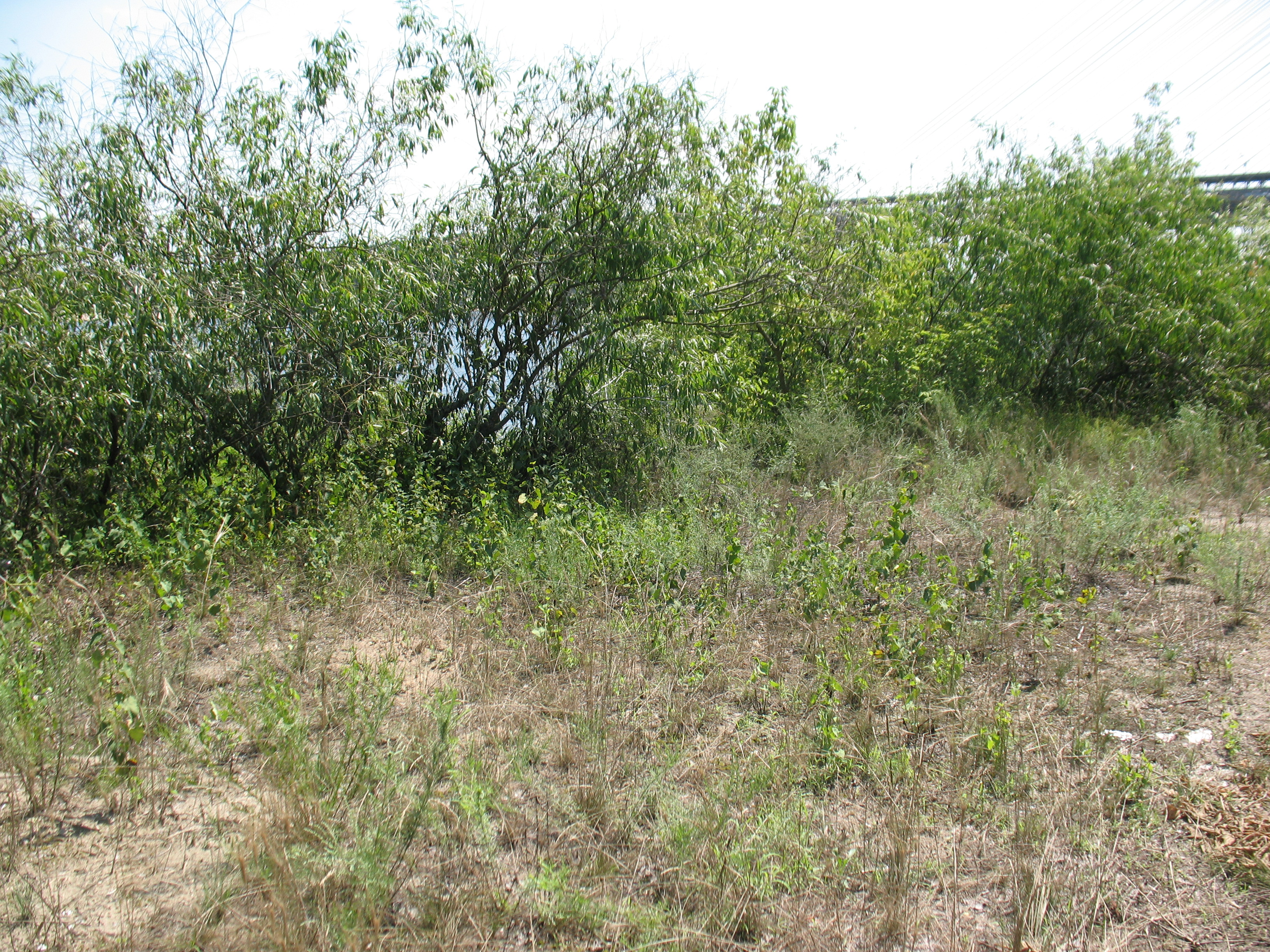
Піщана арена острова Великий Південний у Києві. Фото І. Парнікози 2011 р.

Острів становить велику цінність як фргамент колись великого Микільського чи Осокорянського острова (з групи Галерних островів), який до будівництва Дарницького залізничного мосту в 1870 р. існував посередині головного русла Дніпра.
Для острова характерний хвилястий рельєф, адже вздовж нього протягнулися окремі прируслові вали, які чергуються з западинами. В одній з таких западин на західному узбережжі острова розташована видовжена заросла Осокорянська затока (колишня протока). Вузькі прибережні смуги острова вкриті суцільним листяним лісом. Деревостани острова сформовані тополею чорною (Populus nigra), до якої домішуються ясен (Fraxinus excelsior), в'яз гладенький (Ulmus laevis), горіх волоський (Juglans regia), сосна звичайна (Pinus sylvestris), абрикос (Armeniaca vulgaris) та клен американський (Acer negundo), клен татарський (Acer tataricum), слива (Prunus domestica), яблуня (Malus domectica), груша звичайна (Pyrus communis), горобина звичайна (Sorbus aucuparia), верба тритичинкова (Salix triandra), клен гостролистий (Acer platanoides), липа серцелиста (Tilia cordata — одне дерево в західній частині острова). Чагарникові зарості формує аморфа кущова (Amorpha fruticosa), свидина криваво-червона (Swida sanguinea), глід кривочашечковий (Crataegus rhipidophylla), бруслина європейська (Euonymus europaeus), крушина ламка (Frangula alnus), калина звичайна (Viburnum opulus), ожина сиза (Rubus caesius) та бирючина звичайна (Ligustrum vulgare). Виявлена інтродукована магонія падуболиста (Mahonia aquifolium). В якості ліан виступають дівочий виноград п'ятилисточковий (Parthenocissus inserta), хміль (Humulus lupulus) та здичавілий виноград (Vitis vinifera).
В травостої зростають хвощ польовий (Equisetum arvense), хвилівник звичайний (Aristolochia clematitis), вербозілля звичайне (Lysimachia vulgaris) та лучне (L. numularia), ранник вузлуватий (Scrophularia nodosa), зірочник ламкий (Stellaria fragilis), костриця велетенська (Festuca gigantea), хондрила ситниковидна (Chondrilla juncea), вероніка довголиста (Veronica longifolia), стоколос безостий (Bromus inermis), пижмо звичайне (Tanacetum vulgare), підмаренник справжній (Galium verum) та північний (G. boreale), розхідник звичайний (Glechoma hederacea), тонконіг стиснутий (Poa compressa), фіалка шорстка (Viola hirta), герань робертова (Geranium robertianum), самосил часниковий (Teucrium scordium), куничник сіруватий (Calamagrostis canescens), молочай лозний (Euphorbia esula subsp. tommasiniana), очиток звичайний  (Sedum maximum). Зустрічаються кульбаба лікарська (Taraxacum officinale aggr.), синяк звичайний (Echium vulgare), золотушник канадський (Solidago canadensis), лобода біла (Chenopodium album), гикавка сіра (Berteroa incana), м'яточник чорний (Ballota nigra), злинка канадська (Conyza canadensis) та дуже рідко — амброзія полинолиста (Ambrosia artemisifolia).
Натомість, найбільші площі на острові мають піщані степи. Вони займають усю центральну, підвищену частину острова. Зокрема виявлено псамофітні луки сформовані кипцем сизим (Koeleria glauca) та кострицею Бекера (Festuca beckeri). Подекуди вони перемежовуються з розрідженими заростями шелюги (Salix acutifolia), за участі таких видів як перестріч польовий (Melampyrum arvense), очиток їдкий (Sedum acre), цмин пісковий (Helichrysum arenarium), дзвінець малий (Rhinanthus minor), вероніка сива (Veronica incana), холодок лікарський (Asparagus officinalis), полин лікарський (Artemisia abrotanum), нечуй-вітер волохатенький (Hieracium pilosella), пижмо звичайне, гвоздика Борбаша (Dianthus borbasii), ушанка дніпровська (Otites borysthenicus), смілка татарська (Silene tatarica), жито лісове (Secale sylvestre), щавель горобиний (Rumex acetosella), полин дніпровський (Artemisia campestris), мітельник вовнистоцвітий (Kochia laniflora), мишій сизий (Setaria glauca) та гусятник малий (Eragrostis minor). Тут зростають також козельці українські (Tragopogon ucrainicus) та жовтозілля дніпровське (Senecio borysthenicus). Ці види було внесено до Європейського Червоного списку 1991 р. (Европейский Красный список, 1992). Подекуди по піщаним гривам наявні зарості кремени несправжньої (Petasites spurius).
В північній та частково центральній частині острова піщані степи переходять у осокорові рідколісся, які є фінальною стадією сукцесії в умовах незатоплюваних алювіальних пісків.
Північна частина острова розмивається, внаслідок чого тут наявні піщані кліфи, а у воді лежать повалені дерева. Матеріал перевідкладається нижче по течії.
Вздовж берегової смуги острова, а також видовженої Осокорянської затоки розвиненою є прибережно-водна та суто водна рослинність. Тут зустрічаються куга озерна (Schoenoplectus lacustris),  шоломниця звичайна (Scutellaria galericulata), деревій верболистий (Achillea salicifolia), вовконіг європейський (Lycopus europaeus), осока прибережна (Carex riparia) та гостра (C. acuta), череда листяна (Bidens frondosa), водопериця колосиста (Myriophyllum spicatum), різуха велика (Najas major), рогіз широколистий (Typha latifolia), елодея канадська (Elodea canadensis), рдесник гребінчастий (Potamogeton pectinatus) та пронизанолистий (P. perfoiliatus), які утворюють розріджені угруповання на прибережних мілинах, ряски мала (Lemna minor) та трироздільна (Lemna trisulca), а також завитка ряснокоренева (Spirodela polyrrhiza). В складі водної рослинності присутні також водяний горіх плаваючий (Trapa natans), який включено до Червоної книги України (2009а) та глечики жовті (Nuphar lutea), охороняються рішеннями Київради № 880/2029 від 23.12.2004 р. (Перелік рослин та тварин…).
Біля північно-східної околиці острова Великий Південний також розташована велика мілина вкрита угрупованням водяного горіха (Trapa natans) та глечиків жовтих (Nuphar lutea) з куртинами їжачої голівки прямої (Sparganium erectum) та півників болотяних (Iris pseudacorus), які охороняються на території Києва рішенням Київради 23.12.2004 р. за № 880/2290 (Перелік рослин та тварин…).
На острові виявлено популяцію равлика великого звичайного (Helix albescens), а також крота (Talpa europaea) та їжака (Erinaceus roumanicus).

## Загорози
Неконтрольвана рекреація, проведення масових заходів, забор піску для гідронамиву та виробництва цементу.

## Охорона
Острів Великий Південний увійшов до заповідної зони регіонального ландшафтного парку «Дніпровські острови». Пропонується також додатково створити ландшафтний заказник місцевого значення «Острів Великий Південний». В перспективі острів має увійти до заповідної зони проектованого Національного природного парку «Дніпровські острови».